# Sonate pour clarinette et piano de Mendelssohn
Pour les articles homonymes, voir Sonate pour clarinette et piano.

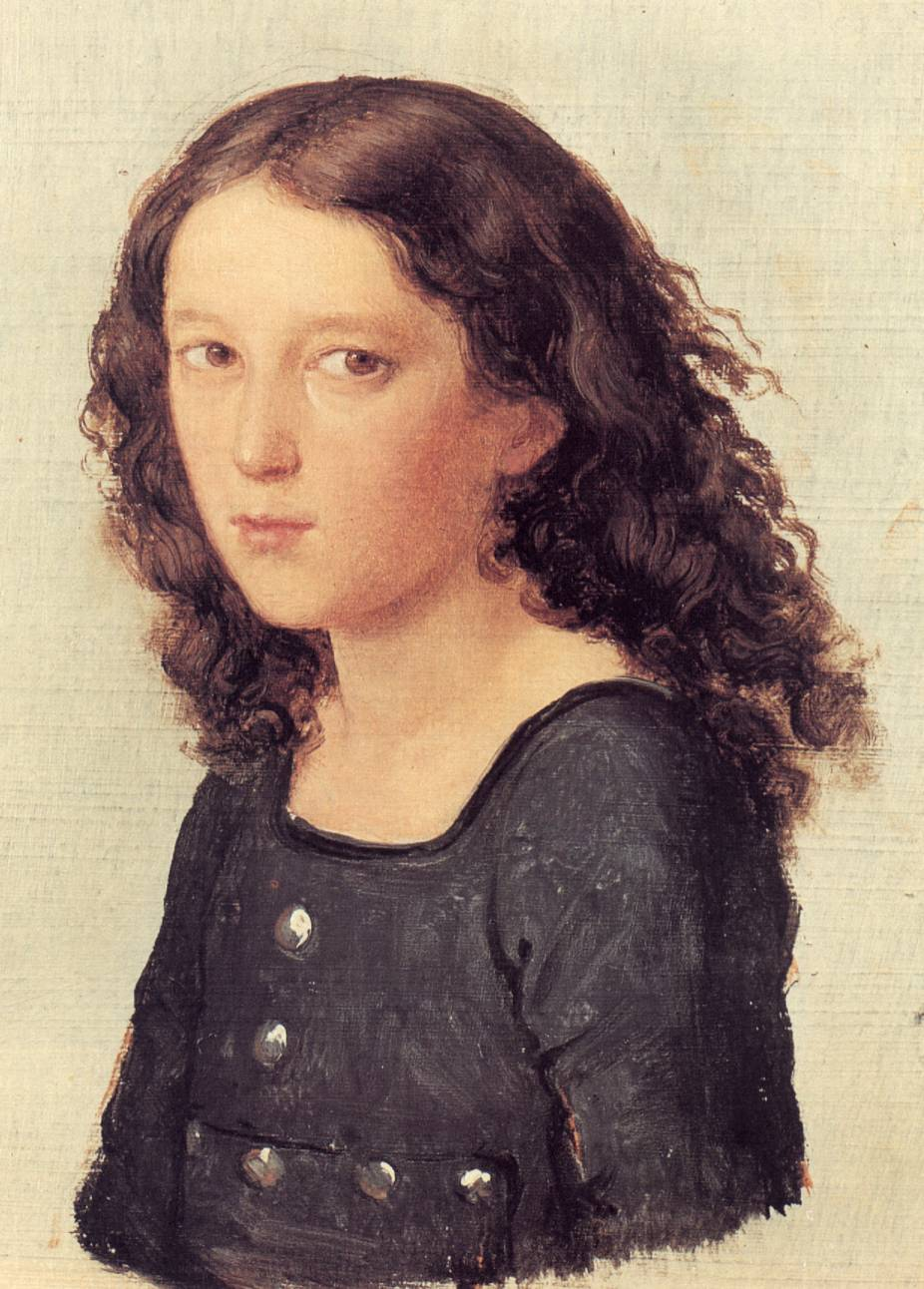
Mendelssohn

La Sonate pour clarinette et piano en mi bémol majeur (MWV Q 15) composée en 1824 par Felix Mendelssohn comporte trois mouvements :
1. Adagio—Allegro moderato
2. Andante
3. Allegro moderato

Une exécution habituelle dure juste un peu plus que 15 minutes.

## Histoire
Les quelques informations disponibles sur l'histoire de l'œuvre peuvent être résumées comme suit. Le seul instrument à vent pour lequel Felix Mendelssohn a écrit des œuvres solistes est la clarinette. Le célèbre clarinettiste Heinrich Baermann et son fils Carl pour lesquels Mendelssohn a composé les Konzertstücke op. 113 et 114 (pour clarinette, cor de basset et piano), étaient deux de ses amis proches. Ces  « Konzertstücke » sont des œuvres concertantes virtuoses, mais la Sonate en mi bémol majeur, écrite par Mendelssohn en 1824, alors qu'il n'avait que 15 ans, est une véritable musique de chambre : la clarinette et le piano sont utilisés indifféremment comme instrument de mélodie et d'accompagnement, mais les exigences envers le clarinettiste sont beaucoup plus modestes que dans les op. 113 et 114. Albert Rice la décrit comme une œuvre d'étudiant musicalement faible. Les diverses caractéristiques de jeu de la clarinette ne sont pas pleinement exploitées ; au contraire, Mendelssohn se concentre davantage sur le caractère cantabile de l'instrument - comme il le fait dans ses œuvres orchestrales.
Il n'existe aucune information précise sur l'histoire de l'origine de cette sonate. Pendant un certain temps, la copie appartenant à la Deutsche Staatsbibliothek zu Berlin - Preußischer Kulturbesitz a été la seule source connue de l'œuvre, sur la page de titre de laquelle le copiste a noté à l'encre : "Sonate für B Clarinette u. Pianoforte / von Mendelssohn Bartholdi". Les remarques suivantes ont été ajoutées par une autre main, également à l'encre : "NB : Dieser Titel befindet sich nicht darauf [Se réfère à la version utilisée par le copiste - probablement l'autographe], sondem bloß die Zu-Eignung an mich ! / 1824." [NB : Ce titre n'est pas écrit dessus, mais seule la dédicace à mon égard l'est ! / 1824]. En outre, "Kaskel à Dresde" a été ajouté au crayon.
Le baron Karl von Kaskel, qui était également ami avec Giacomo Meyerbeer et Richard Wagner, était un banquier et un mécène à Dresde. Si l'autographe est effectivement dédié à Kaskel, celui-ci devait être un clarinettiste amateur ; à en juger par la partie de clarinette relativement simple, la sonate était apparemment destinée à un amateur et non à un virtuose. Il n'y a aucune preuve de la présupposition selon laquelle l'œuvre est dédiée à Heinrich Baermann. En tout cas, le commentaire supplémentaire sur la page de titre de la copie de Berlin n'a certainement pas été écrit par Baermann. La datation suggère simplement que la personne à qui l'autographe était dédié l'a fait copier en 1824 (peut-être à la demande de Mendelssohn) ; la composition n'a probablement pas été écrite beaucoup plus tôt.
Bien que l'autographe soit à nouveau disponible à la Pierpont Morgan Library de New York (provenant de la Mary Flagler Cary Music Collection), il ne permet pas de résoudre le problème concernant la copie berlinoise. Elle se compose de 10 feuilles de papier à musique de 16 portées, dont 17 pages ont été écrites (la portée inférieure de chaque page est restée vierge). Les pages ont été coupées à une taille considérablement réduite : le haut de la première page ne montre qu'une partie de la fervente prière de Mendelssohn "L. e. g. G." (Lass es gelingen, Gott! - Que le succès soit au rendez-vous, Seigneur !) et le coin inférieur droit du feuillet 9r, sous l'ornement de la fin de la composition, n'affiche que la date "d. 17 avril" sans l'année. Une page de titre (qui aurait pu donner la dédicace) n'existe pas ; simplement "Sonate" est écrit au-dessus de la première portée.

## Sources
- Niall O'Loughlin. Musical Times  Vol. 120, No. 1632 (Feb 1979), p. 137